# 土丹根培寺
土丹根培寺，又译“土旦给培寺”，位于西藏自治区日喀则地区拉孜县芒普乡，是一座藏传佛教萨迦派寺院，也是萨迦派擦尔派的祖寺。

## 简介
土丹根培寺位于西藏自治区日喀则地区拉孜县，为藏传佛教寺院。
萨迦派密宗的三个支派之一的擦尔派由擦尔钦·罗赛嘉措（1496年－1566年）创立。罗赛嘉措先在扎什伦布寺为僧，后来改宗萨迦派的俄尔派和贡噶派及此二派未传过的密法，创立了擦尔派。他的常驻寺院是土丹根培寺，他的弟子很多，五世达赖曾向他的后辈弟子学法。
2013年，拉孜县人民政府对曲玛乡藏德确孜寺和唐嘎村下庆扎仓寺、拉孜镇江玛寺和江卓布寺、热萨乡强公寺、柳乡西格星龙寺、扎西岗乡恰雄寺、果列玛寺、彭措林乡曲龙寺、芒普乡塔杰林寺、土旦给培寺、木龙寺、彭措林乡觉朗尼姑寺共计14座寺庙的公路建设工程项目进行招标。